# بول فايس (رياضياتي)
بول فايس (9 أبريل 1911 - 19 يناير 1991) كان عالم رياضيات ألماني وبريطاني وفيزيائي نظري، رائد في القياس الكمي للنظريات الميدانية.